# Пухоль, Эмилио
Эми́лио Пухо́ль Виларруби́ (кат. Emíli Pujol Vilarrubí; 7 апреля 1886, Гранаделья ― 15 ноября 1980, Барселона) ― испанский (каталонский) классический гитарист, исполнитель на виуэле, композитор и педагог.

## Биография
Музыкой начал заниматься с детства, изучал теорию и играл на бандуррии (испанской разновидности лютни). На Всемирной выставке в Париже в 1898 году выступал в присутствии президента Франции Феликса Фора. Услышав исполнение Франсиско Тарреги, заинтересовался классической гитарой и в течение семи лет (1902―1909) брал у него уроки. Школа Тарреги сделала из Пухоля блестящего гитариста, и уже в 1912 он с большим успехом выступил с сольными концертами в Лондоне и Мадриде. Пухоль затем гастролировал в других странах Европы и в Южной Америке. В противоположность своему современнику Андресу Сеговии, игравшему как подушечками пальцев, так и ногтями, Пухоль придерживался техники Тарреги, предпочитавшего извлекать звук только подушечками пальцев, достигая более мягкого, но и более ограниченного по тембру звучания. С 1945 он преподавал игру на виуэле в Барселонской консерватории, выступал и давал мастер-классы как гитарист и виуэлист в Лиссабонской консерватории и других музыкальных центрах Европы.
Наследие Пухоля-композитора включает в себя более сотни оригинальных сочинений для гитары, а также свыше трёхсот переложений на гитару из лютневого и виуэльного репертуара. Крупнейшей работой Пухоля является четырёхтомная «Школа игры на гитаре» («Escuela razonada de la guitarra, basada en los principios de la técnica de Tárrega»), в первых двух частях которой (1934 и 1937) излагаются принципы техники Тарреги, а в третьей и четвёртой (1954 и 1971) ― собственные педагогические соображения Пухоля.
Пухоль активно способствовал популяризации виуэлы и старинных композиторов, писавших для неё. Его перу принадлежат статьи об этой области испанской музыки и несколько книг, в том числе биография Тарреги (1960).

## Дискография
- Spanish Songs - Historical Live Recording Of The 1954 Madrid Recital (Rosa Barbany, soprano; Emilio Pujol vihuela) (EMEC Discos; E-050)(1954)
- Musique instrumentale espagnole au 16e siècle; Paris, France (1936)
- Romances et villancicos espagnols du 16e siècle; Anthologie Sonore, Disque No.17, Paris, France (1935)
- Segovia & His Contemporaries, Vol. 12: Tárrega, His Disciples & Their Students